# Chapelle de Jévaux
 (juillet 2023).
Si vous disposez d'ouvrages ou d'articles de référence ou si vous connaissez des sites web de qualité traitant du thème abordé ici, merci de compléter l'article en donnant les références utiles à sa vérifiabilité et en les liant à la section « Notes et références ».
La chapelle de Jévaux (également orthographié Gévaux) est située dans une clairière au milieu de la forêt de la Vieille Poirière, sur le territoire communal de Jouy-sous-les-Côtes d'où vient l'origine de son nom. En effet, avant la construction de la chapelle se trouvait à cet endroit la "Ferme de Jouy Val". Jouy (Gaudiacum en 770), d'un type toponymique gallo-roman *GODIACU, basé sur le nom de personne chrétien Godius (formé sur le latin gaudium / gaudia « joie »), donc Jévaux signifie le "Val de la Joie".

## Histoire
Dès le VIIe siècle, un ermite s'installa dans la clairière de la Vieille Poirière à Jévaux. 
Une première chapelle a été construite au XIIe siècle par les moines prémontrés de l'abbaye de Rangéval (commune de Corniéville), près d'une source réputée miraculeuse. 
À l'époque moderne (XVIe siècle), elle était gardée par un ermite.
Elle a été détruite à la Révolution (1791). 

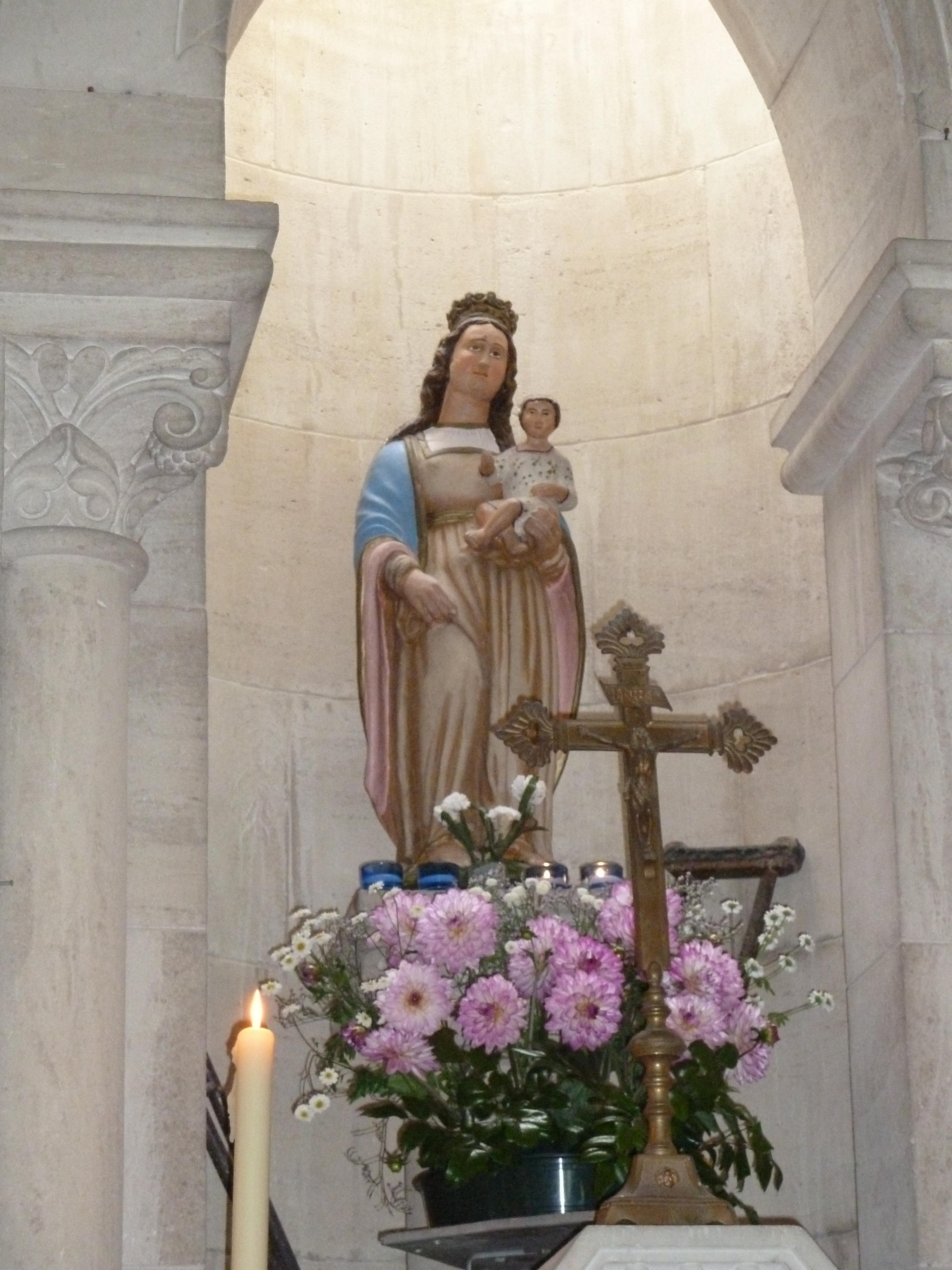
On peut entrevoir cette statue par les petites ouvertures ménagées dans les deux portes d'entrée.

La chapelle actuelle, de style néo-gothique a été reconstruite à l'emplacement de la précédente et inaugurée en 1891, par Mgr Pagis évêque de Verdun, comme l'atteste la date inscrite en haut de la façade. Au-dessus des portes sont gravés dans la pierre les noms « JESVS » et « MARIA » entourés de motifs ornementaux sculptés, surmontés d'une baie trilobée. Elle est sommée d'un clocheton avec une cloche apparente couronné d'une petite croix celtique en pierre. 
On peut voir à droite des portes, une petite plaque rouge et blanche avec le logo de la Fondation du Patrimoine qui a aidé à la restauration de la toiture.
La chapelle abrite une statue polychrome de Vierge à l'Enfant couronnée que l'on pense être très ancienne. Elle avait disparu lors de la destruction de l'ancienne chapelle à la Révolution (1791), puis a été retrouvée intacte sur le site en 1842, par un habitant de Jouy (M. Pérot) fouillant les décombres. Elle fut d'abord placée sur un piédestal, puis quelques années plus tard, on construisit un édicule précédé d'un auvent. On peut entrevoir cette statue par les petites ouvertures ménagées dans les deux portes d'entrée en métal. De part et d'autre de la statue se trouvent deux béquilles qui appartenaient au fils du percepteur de Commercy (Guillaume) malade depuis cinq ans d'une déformation de la hanche, et qui fut guéri miraculeusement en 1861. On peut voir également dans la chapelle une plaque votive de la paroisse de Vignot, qui a été préservée d'une épidémie : « A N. D. DE Jévaux la paroisse de VIGNOT reconnaissante 1881 ». Notre-Dame de Jévaux est également représentée sur un vitrail de l'église de Vignot. Les vitraux de la chapelle représentent à gauche Saint Joseph et l'enfant Jésus et à droite l'Annonciation à Marie.

## L'étang

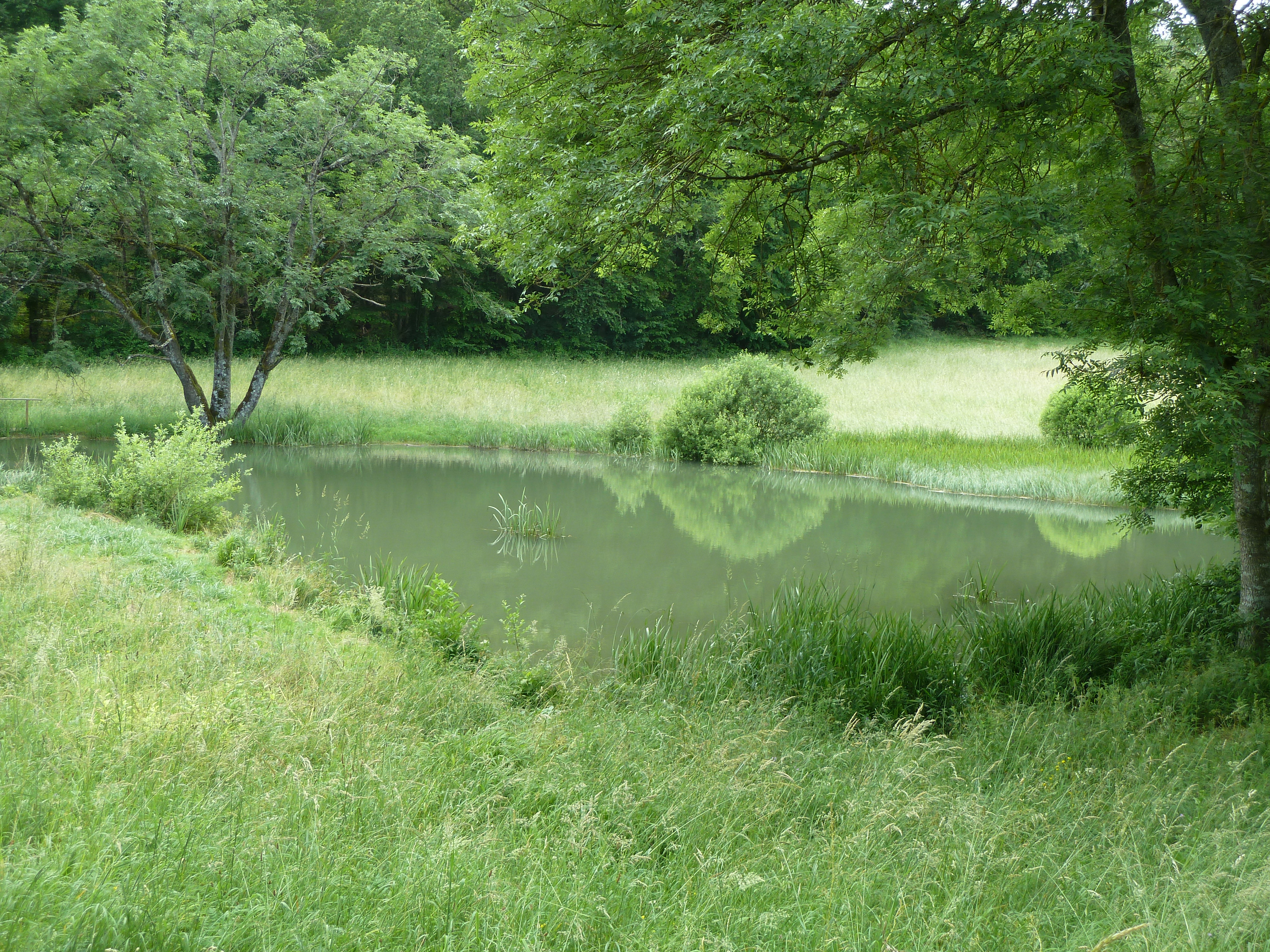
La source alimente un étang aménagé par les moines

La source s'écoule dans un étang marécageux qui est un hébergeur de biodiversité : on y trouve des amphibiens dont le Triton alpestre ou palmé, le Crapaud accoucheur et la Grenouille rousse. 
Le Parc naturel régional de Lorraine a procédé à une mise en valeur de l'étang : débroussaillage des berges, désenvasement de l'étang, installation d'un vannage afin de maintenir un niveau d'eau constant, plantations d'arbres et arbustes. Il est classé espace naturel sensible et intégré au Réseau Natura 2000. Cette action fait partie des 12 nommées pour les Trophées de l'eau 2010.
Cet étang dont le fond est recouvert de pavés servait aux moines de vivier piscicole pour y faire dégorger leurs carpes pêchées dans les étangs de la forêt de la Reine.

## Accès et fréquentation
Chaque année se déroule un pèlerinage qui avait lieu traditionnellement lors de la fête de la Nativité de Notre-Dame, le 8 septembre, avec messe en plein air et procession dans la clairière. Depuis quelques années, celui-ci est fixé au 15 août.
Malgré son isolement, cet endroit est très fréquenté. Il est choisi pour un certain nombre de rassemblements, par exemple par les scouts et diverses associations, telles que les "Amuseurs de Jouy" (chasse aux œufs, cochon grillé, etc.), ou encore les "Amis des arts" de Commercy. À proximité se trouve une aire de pique-nique avec des tables et des bancs en pierre d'Euville qui est rarement déserte. 
On accède au site par plusieurs chemins forestiers carrossables, l'un depuis Jouy-sous-les-Côtes et un autre depuis Euville, dénommé le "Chemin de la Vallée de Gévaux", ainsi que par divers sentiers forestiers pédestres, depuis les carrières d'Euville ou depuis Gironville-sous-les-Côtes.

## À propos de Jévaux
- La troupe scoute d'Euville, créée en 1951 par le Père Hablot portait le nom de troupe 1e Euville « Notre-Dame de Jévaux ».
- Le nom de Gévaux est également à l'origine de celui du regroupement de communes de Geville.
- Il existe dans les carrières d'Euville, une « pierre de Gévaux » qui était exploitée comme pierre ornementale dans le passé.
- En matière de botanique, on trouve dans la vallée de Gévaux la laîche poilue (Carex pilosa Scop.)